# Palacete de la calle de Villanueva
El Palacete tipo promovido por el Marqués de Salamanca en el Ensanche, conocido simplemente como Palacete de la calle de Villanueva  está en el número 18 de la calle de Villanueva de Madrid. El edificio fue proyectado en 1865 por Cristóbal Lecumberri, completándose las obras en 1870. Es el único palacete superviviente del conjunto de hoteles (viviendas unifamiliares con jardín) aislados que realizó el Marqués de Salamanca en el Ensanche. 
Actualmente está en desuso, pero hay un proyecto para destinarlo a uso comercial. En junio de 2016 se rehabilitó la fachada y se reconstruyó el tejado de madera. La parcela tiene 1105 m² y el inmueble 1500 m². Estuvo a la venta por 25 millones de euros, rebajándose luego a 15 millones. Es un Bien de Interés Patrimonial desde 2012.

## Historia

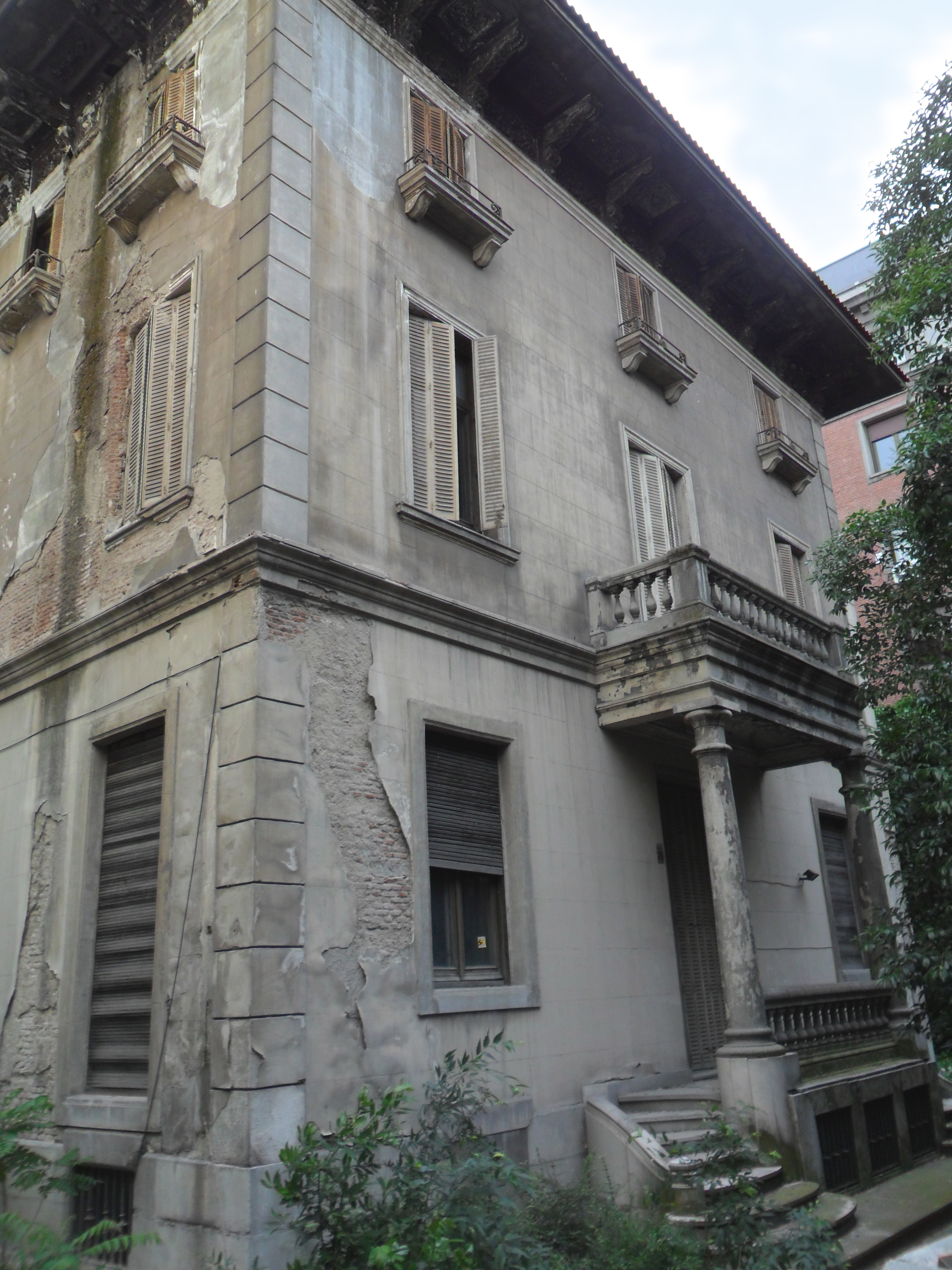
Antes de la restauración de la fachada y la cubierta del tejado.

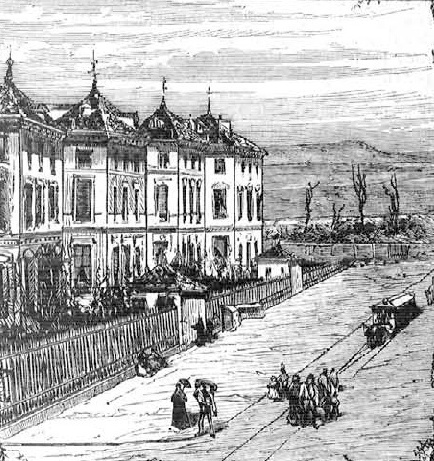
Palacetes promovidos por el Marqués de Salamanca en el barrio de su nombre, en La Ilustración Española y Americana (8 de agosto de 1873).

El hotel de la calle Villanueva, número 18, se localiza en la primera zona construida del Ensanche de Madrid, iniciada por el Marqués de Salamanca en 1864. 
Hasta este momento, Madrid había conservado la fisonomía tradicional de la época de los Austrias y de los primeros Borbones prácticamente intacta. Era una ciudad rodeada por una cerca de sencilla factura con puertas, lo que impedía su crecimiento natural. Durante el reinado de Isabel II (1833-1868) se producen importantes actuaciones urbanísticas en la ciudad, tanto de reforma interior, como las remodelaciones de la plaza de Oriente o la Puerta del Sol, como de ampliación a gran escala. 
El proyecto de Ensanche de Madrid fue diseñado por el ingeniero Carlos María de Castro, por encargo del ministro de Fomento Claudio Moyano. El anteproyecto se terminó en 1859, siendo aprobado por la reina Isabel II por Real Decreto de 19 de julio de 1860. El plan de Castro, con una superficie total de 1.494 hectáreas, estaba basado en una cuadrícula ortogonal derivada de la planta hipodámica helenística, desarrollada con múltiples variantes durante el período colonial en Hispanoamérica, ensanchaba la ciudad por tres direcciones, norte, este y sur, y se basaba en tres aspectos fundamentales: la organización del viario en retícula ortogonal con orientación norte-sur, la agrupación de las construcciones en manzanas cuadradas o ligeramente rectangulares y el establecimiento de ordenanzas para limitar la altura de los edificios. La idea era obtener calles largas y rectas, unas de primer orden de 30 a 40 metros de anchura y el resto de segundo orden, de 15 a 20 metros, resolviendo la comunicación del Centro histórico con el Ensanche, así como las salidas o caminos históricos con vías siguiendo su trazado diagonal. En el encuentro de las calles principales impuso plazas circulares, semicirculares o rectangulares. El plan reservaba solares para edificios públicos. 
Establecía varios sistemas de distribución de la edificación en las manzanas, partiendo de la idea de que la mitad del espacio debía dedicarse a patio o jardín. 
En el anteproyecto, Castro establecía también normas y modelos para las edificaciones, si bien dejaba las fachadas para aprobación por la Real Academia de Bellas Artes de San Fernando. Respecto al interior de las viviendas, especificaba cómo habían de distribuirse las distintas habitaciones y sus dimensiones.
Pero el plan superaba las posibilidades de llevarse a cabo en aquel momento, lo que dio lugar a una lenta construcción y una paulatina modificación de los objetivos establecidos en origen con respecto a las primitivas directrices de Castro, que se fueron modificando en sucesivos acuerdos. Solo las zonas en torno al paseo de la Castellana se fueron llenando de solares con palacetes o casas de cierta categoría. Todavía a principios del siglo XX las zonas perimetrales del Ensanche presentaban amplios vacíos con desmontes. 
La primera zona construida del Ensanche fue la iniciada y promovida por el Marqués de Salamanca, quien adquirió gran cantidad de terreno urbanizable en la zona Este junto a la calle de Serrano, teniendo que acometer tanto las obras de parcelación y urbanización como de edificación. 
En 1864 comenzaron las obras de las primeras viviendas multifamiliares en las manzanas 208 y 209, respetando las alineaciones marcadas, bajo la dirección del arquitecto Cristóbal Lecumberri, quien siguió los tipos establecidos por Castro. El Marqués de Salamanca también promovió la construcción de hoteles en la calle Martínez de la Rosa, junto al paseo de la Fuente Castellana, y en la calle Villanueva.
En el Plano Catastral de 1866, sección 10, ya aparecen reflejadas tres viviendas unifamiliares en la calle Villanueva entre la manzana número 208 y la plaza de toros, que aún se mantenía en pie, de donde se concluye que el edificio de Villanueva 18 fue construido entre los años 1864 y 1866. 
Hacia 1871 ya estaba edificada toda la franja oriental de la calle Serrano, si bien solo estaban completas las citadas manzanas 208 y 209, como puede verse en el plano del barrio de Salamanca, fechado en 1871, conservado en el Archivo de la Villa. 
Según el Servicio de Documentación del Colegio Oficial de Arquitectos de Madrid, en el Ensanche hubo en origen hasta 22 palacetes unifamiliares agrupados en dos zonas, una de ellas junto a la plaza de toros y la segunda configurando la citada calle Martínez de la Rosa. La demolición en el último tercio del siglo XIX de la primitiva plaza de toros y la construcción de una nueva en la avenida de Felipe II propició la reordenación de la zona del Ensanche próxima a la Puerta de Alcalá, completándose el trazado de manzanas en los terrenos liberados hasta alcanzar la calle Alcalá. De esta forma, la alineación de los tres palacetes construidos al norte de la antigua plaza de toros se integró en una manzana mixta, con los palacetes unifamiliares en el frente de la calle Villanueva y viviendas colectivas en el frente a la nueva calle del Conde de Aranda. Ello no supuso una alteración tipológica importante para los palacetes, que en origen tenían acceso único por la calle Villanueva, dando las traseras hacia la zona de corrales de la plaza de toros. 

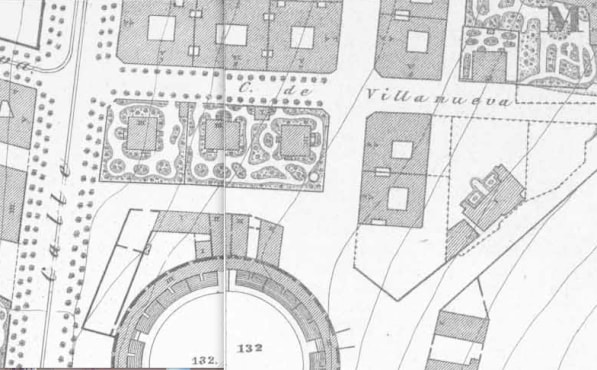
El palacete actual rodeado por otros dos que fueron derribados. Plano de Ibáñez de Ibero (1875).

La manzana mantuvo básicamente esta configuración durante más de setenta años. A partir de los años cuarenta del siglo XX se produjo el derribo y sustitución de los dos palacetes extremos de la manzana, al igual que ocurrió en otros ámbitos de la ciudad, quedando únicamente el central.  Uno de ellos se convirtió sobre 1950 en un edificio de viviendas, y el otro fue colegio hasta 1970 y después sustituido por otro edificio.

## Descripción

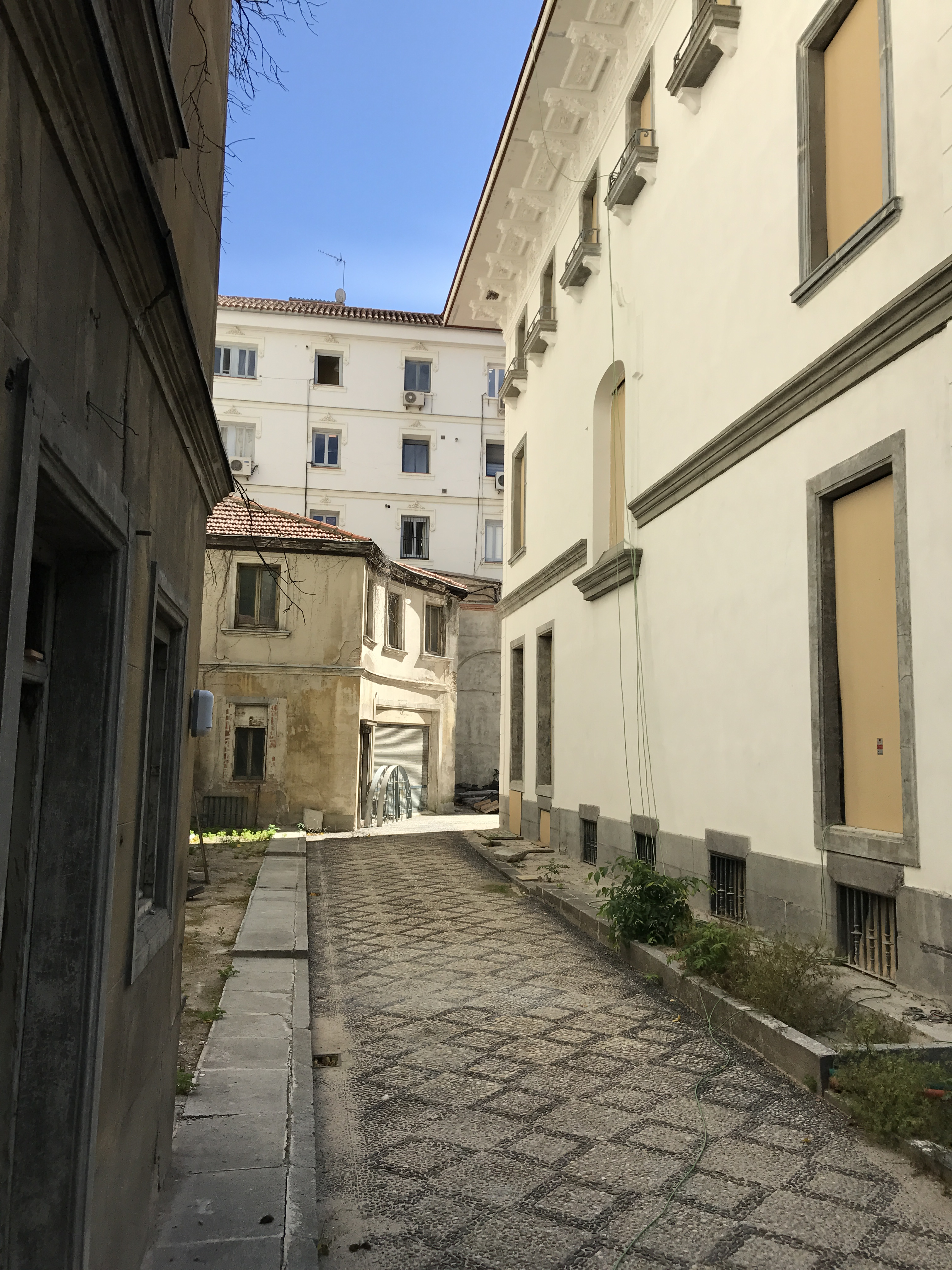
Lado derecho, al fondo garaje construido posteriormente.

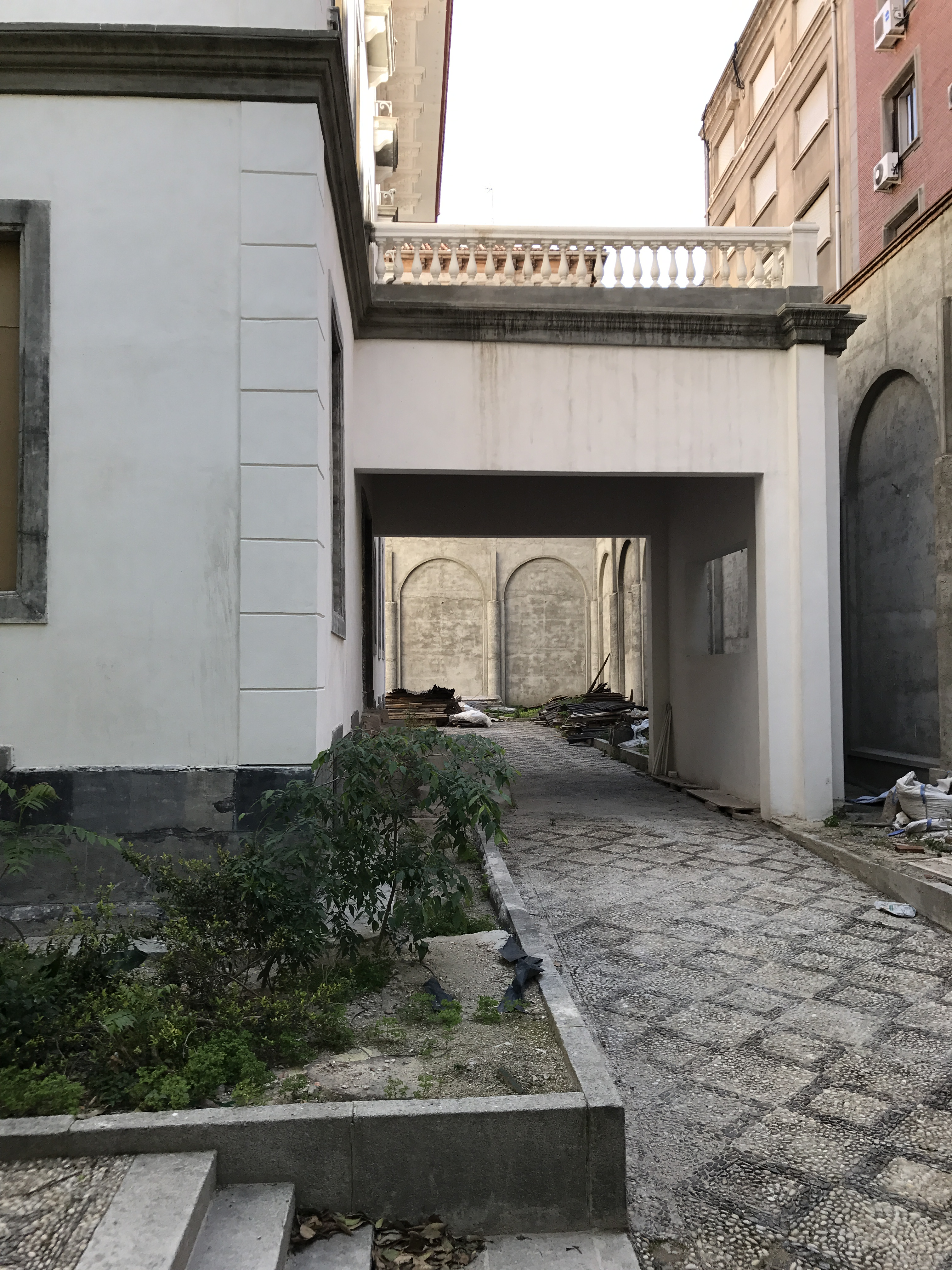
Puerta cochera en el lado derecho.

El hotel o edificación principal, de planta rectangular, se sitúa en el centro de la parcela. Adosadas al lindero este se localizan otras dos pequeñas construcciones auxiliares. El espacio libre de la parcela se encuentra pavimentado en parte como acera perimetral de la casa y calzada de acceso al garaje, quedando el resto ajardinado. 
La casa se distribuye en cinco plantas: sótano, planta baja, principal, segunda y sotabanco abuhardillado. El edificio está construido en ladrillo revocado, con basamento de piedra en el que se abren los huecos de ventilación del sótano, y esquinales simulando sillería. Remata en un alero de gran vuelo y cubierta de teja a cuatro aguas, con buhardillas en el eje de cada uno de los faldones. 
Exteriormente el edificio podría encuadrarse dentro de un clasicismo académico donde se emplea un lenguaje sencillo, con escasa decoración para el gusto de la época, salvo en la cornisa y alero superior. Las fachadas son armónicas y reflejan la naturaleza o importancia de cada una de las plantas, con una relación entre los huecos y el muro adecuada y proporcionada. 
Destaca la cuidada composición de la entrada principal que se produce por la fachada norte, a través de una escalinata exterior de dos tramos simétricos que convergen en una meseta cubierta por una balconada clásica apoyada en dos columnas toscanas. La otra entrada se localiza en la fachada oeste, con escalinata protegida por un pórtico que cubre también el paso de vehículos, y sobre el cual se dispone una amplia terraza con balaustrada de piedra. 
En las plantas baja y primera, los vanos, mayoritariamente adintelados, son amplios y están enmarcados por molduras de yeso, más sencillas en planta baja. Marca el paso entre la planta baja y primera una imposta moldurada de perfil clásico, que recorre las cuatro fachadas y tiene continuidad en la balconada y terraza que cubren los accesos. En la segunda planta los vanos son de menor tamaño, con recercado moldurado algo más sencillo que en el piso principal, y un antepecho de rejería sobre ménsulas. Las fachadas se rematan en todo su contorno con un gran alero sustentado por ménsulas decoradas con motivos renacentistas, que arrancan de una línea de imposta de perfil clásico. Mientras que las fachadas Norte y Sur parecen conservar su fisonomía original, es posible que las fachadas Este y Oeste hayan sufrido alteraciones en las reformas llevadas a cabo en el siglo XX. 
En el ángulo noreste de la parcela se localiza una construcción de pequeñas dimensiones, con fachada a la calle Villanueva, que parece corresponder al mismo momento constructivo que el hotel. Es de planta rectangular y dos alturas, cubierta con teja plana a tres aguas y fachadas de ladrillo revocado con huecos recercados similares a los del edificio principal. 
El garaje, situado al fondo en el ángulo sureste, fue diseñado por el arquitecto Manuel Ortiz de Villajos en 1907. Construido en hormigón y ladrillo revocado, presenta dos plantas separadas mediante una moldura de yeso que recorre los muros y se cubre con teja plana a tres aguas.
El hotel de la calle Villanueva responde a uno de los modelos definidos por Castro para el Ensanche, publicados hacia 1880 bajo el título Ensanche de Madrid/Construcciones del Marqués de Salamanca /Hotel de 1.º orden y hotel de 2.º orden y también en la revista Madrid Moderno (1880 y 1881), bajo el título Hotel en el Barrio de Salamanca/(modelo número 1). El inmueble que nos ocupa se identifica con el modelo clasificado como “Hotel de 1.º orden”, si bien presenta una mayor superficie en planta. 
Aunque el edificio ha sufrido modificaciones, conserva tanto la morfología general como la volumetría y carácter de las fachadas exteriores, constituyendo un vestigio único en la ciudad de esta tipología. 
La historia del hotel durante las últimas décadas del siglo XIX y primeros años del siglo XX, una vez adquirido por los marqueses de Bolaños, revela una intensa actividad cultural, especialmente en el campo de la música, que añade interés a sus valores puramente arquitectónicos y urbanísticos. Por sus veladas pasaron artistas del momento de la talla de Isaac Albéniz, Enrique Fernández Arbós, Francisco Asenjo Barbieri, Tomás Bretón, Felipe Pedrell, Manuel Manrique de Lara, Joaquín Sorolla o Cecilio Pla. En 1887, el propio Isaac Albéniz estrenó en una de las veladas musicales, acompañando al piano a la marquesa de Bolaños, sus Seis baladas sobre textos de la marquesa de Bolaños op. 7. Han quedado testimonios de esta actividad en las memorias del director y compositor Enrique Fernández Arbós. Desde el año 2012 esta declarado como Bien Cultural y actualmente se encuentra en proceso de restauración para recuperar el edificio. 

## Protección
Por Orden 505/2012, de 21 de marzo, se incluyó en el inventario de bienes culturales de la Comunidad de Madrid. (BOCM de 2 de mayo de 2012).